# Paul (Film)
Paul ist ein Dokumentarfilm des kanadischen Regisseurs Denis Côté aus dem Jahr 2025.

## Inhalt
Paul leidet an Depression und sozialen Ängsten, weshalb er ein einsames Leben führt. Um Sicherheit zu gewinnen, geht er BDSM-Beziehungen zu Frauen ein, deren Wohnungen er putzt. Zusätzlich dokumentiert er wie besessen sein Leben in den Sozialen Medien unter dem Pseudonym „Cleaning Simp Paul“.

## Produktion
Regisseur Côté beschrieb, dass er Paul über eine Bekannte kennenlernte, die sich öfters von Paul nach Hause fahren lässt. Zu Beginn seien die Dreharbeiten schwierig, da Paul aufgrund eines Kindheitstraumas Angst vor Männern hat. Nach Côté sei das Projekt eine Art Tausch gewesen: Mediale Aufmerksamkeit für Paul gegen Filmmaterial für Côté. Er sei sich zudem bis heute nicht sicher, ob Paul für die Dominas eine Rolle spiele.
Die Aufnahmen mit vier der gezeigten Dominas folgen echten Verläufen und sind nicht bearbeitet. Nur bei zweien werden die Gesichter nicht gezeigt und bei einer wurde die Stimme verändert.
Der Film wurde von Coop Video de Montreal produziert und wird in Kanada von Métropole Films vertrieben werden.
Der Dokumentarfilm feierte am 15. Februar auf der Berlinale 2025 in der Kategorie Panorama Dokumente Premiere.

## Rezeption
Lukas Hoffmann von Kino-Zeit: „Paul ist stellenweise lustig, stellenweise traurig und immer wieder irritierend. Côté bietet einen offenen, ehrlichen und persönlichen Blick in Pauls Leben, ohne uns ein vorgefertigtes Urteil vermitteln zu wollen. Er gibt uns die Möglichkeit, zu beobachten und uns ein eigenes Bild von Paul zu machen, das über die bewusst inszenierten Videos auf seinen sozialen Kanälen hinausgeht.“